# Eric Nelson Smith
Pour les articles homonymes, voir Smith.
Eric Nelson Smith est un herpétologiste américain, né le 18 septembre 1969 en Oklahoma.
Il est actuellement[Quand ?] professeur de biologie à l'université du Texas à Arlington (en) après y avoir été formé.
C'est un spécialiste de l'herpétofaune centraméricaine.

## Taxons nommés en son honneur
- Crotalus ericsmithi Campbell & Flores-Villela, 2008

## Quelques espèces décrites
- Atropoides indomitus Smith & Ferrari-Castro, 2008
- Bolitoglossa centenorum Campbell, Smith, Streicher, Acevedo & Brodie, 2010
- Bolitoglossa daryorum Campbell, Smith, Streicher, Acevedo & Brodie, 2010
- Bolitoglossa eremia Campbell, Smith, Streicher, Acevedo & Brodie, 2010
- Bolitoglossa guaramacalensis Schargel, García-Pérez & Smith, 2002
- Bolitoglossa huehuetenanguensis Campbell, Smith, Streicher, Acevedo & Brodie, 2010
- Bolitoglossa kaqchikelorum Campbell, Smith, Streicher, Acevedo & Brodie, 2010
- Bolitoglossa la Campbell, Smith, Streicher, Acevedo & Brodie, 2010
- Bolitoglossa ninadormida Campbell, Smith, Streicher, Acevedo & Brodie, 2010
- Bolitoglossa nussbaumi Campbell, Smith, Streicher, Acevedo & Brodie, 2010
- Bolitoglossa nympha Campbell, Smith, Streicher, Acevedo & Brodie, 2010
- Bolitoglossa pacaya Campbell, Smith, Streicher, Acevedo & Brodie, 2010
- Bolitoglossa psephena Campbell, Smith, Streicher, Acevedo & Brodie, 2010
- Bolitoglossa suchitanensis Campbell, Smith, Streicher, Acevedo & Brodie, 2010
- Bolitoglossa tzultacaj Campbell, Smith, Streicher, Acevedo & Brodie, 2010
- Bolitoglossa xibalba Campbell, Smith, Streicher, Acevedo & Brodie, 2010
- Bothriechis thalassinus Campbell & Smith, 2000
- Calliophis haematoetron Smith, Manamendra-Arachchi & Somaweera, 2008
- Charadrahyla tecuani Campbell, Blancas-Hernández & Smith, 2009
- Chapinophis Campbell & Smith, 1998
- Chapinophis xanthocheilus Campbell & Smith, 1998
- Coniophanes michoacanensis Flores-Villela & Smith, 2009
- Craugastor campbelli (Smith, 2005)
- Craugastor cyanochthebius McCranie & Smith, 2006
- Craugastor galacticorhinus (Canseco-Márquez & Smith, 2004)
- Craugastor nefrens (Smith, 2005)
- Cryptotriton monzoni (Campbell & Smith, 1998)
- Cryptotriton wakei (Campbell & Smith, 1998)
- Dendrotriton chujorum Campbell, Smith, Streicher, Acevedo & Brodie, 2010
- Dendrotriton kekchiorum Campbell, Smith, Streicher, Acevedo & Brodie, 2010
- Duellmanohyla Campbell & Smith, 1992
- Nototriton brodiei Campbell & Smith, 1998
- Osteocephalus exophthalmus Smith & Noonan, 2001
- Plectrohyla ephemera (Meik, Canseco-Márquez, Smith & Campbell, 2005)
- Plectrohyla miahuatlanensis Meik, Smith, Canseco-Márquez & Campbell, 2006
- Ptychohyla dendrophasma (Campbell, Smith & Acevedo, 2000)
- Ptychohyla sanctaecrucis Campbell & Smith, 1992
- Rhacophorus achantharrhena Harvey, Pemberton & Smith, 2002
- Rhacophorus barisani Harvey, Pemberton & Smith, 2002
- Rhacophorus catamitus Harvey, Pemberton & Smith, 2002
- Rhinella amboroensis (Harvey & Smith, 1993)
- Rhinella justinianoi (Harvey & Smith, 1994)
- Tantilla ceboruca Canseco-Márquez, Smith, Ponce-Campos, Flores-Villela & Campbell, 2007